# Duitsland op het Eurovisiesongfestival 1994
Duitsland deed mee aan het Eurovisiesongfestival 1994 in Dublin. Het was de 39ste deelname van het land op het Eurovisiesongfestival.

## Selectieprocedure
In tegenstelling tot de vorige jaren werd er gekozen om de kandidaat en lied intern te kiezen.
Uiteindelijk koos men voor de groep MeKaDo met het lied Wir geben 'ne Party.

## In Dublin
In de finale van het Eurovisiesongfestival 1994 moest Duitsland optreden als 14de, net na Nederland en voor Slowakije. Op het einde van de stemming bleek dat ze op een 3de plaats geëindigd waren met 128 punten.
Men ontving ook 2 keer het maximum van de punten.
Nederland had 4 punten over voor de inzending en België deed niet mee in 1994.

### Gekregen punten
| 12 punten              | 10 punten              | 8 punten            | 7 punten                                                                              | 6 punten          |
| ---------------------- | ---------------------- | ------------------- | ------------------------------------------------------------------------------------- | ----------------- |
| - Hongarije - Roemenië | - Kroatië - Portugal   | - Spanje            | - Bosnië en Herzegovina - IJsland - Polen - Rusland - Slowakije - Verenigd Koninkrijk | - Cyprus - Zweden |
| 5 punten               | 4 punten               | 3 punten            | 2 punten                                                                              | 1 punt            |
| - Ierland              | - Litouwen - Nederland | - Estland - Finland | - Oostenrijk                                                                          | - Noorwegen       |

### Gegeven punten
Punten gegeven in de finale:
| 12 punten | Ierland             |
| 10 punten | Polen               |
| 8 punten  | Frankrijk           |
| 7 punten  | Hongarije           |
| 6 punten  | Rusland             |
| 5 punten  | Zweden              |
| 4 punten  | Verenigd Koninkrijk |
| 3 punten  | Malta               |
| 2 punten  | Noorwegen           |
| 1 punt    | Griekenland         |

1956 · 1957 · 1958 · 1959 · 1960 · 1961 · 1962 · 1963 · 1964 · 1965 · 1966 · 1967 · 1968 · 1969 · 1970 · 1971 · 1972 · 1973 · 1974 · 1975 · 1976 · 1977 · 1978 · 1979 · 1980 · 1981 · 1982 · 1983 · 1984 · 1985 · 1986 · 1987 · 1988 · 1989 · 1990 · 1991 · 1992 · 1993 · 1994 · 1995 · 1996 · 1997 · 1998 · 1999 · 2000 · 2001 · 2002 · 2003 · 2004 · 2005 · 2006 · 2007 · 2008 · 2009 · 2010 · 2011 · 2012 · 2013 · 2014 · 2015 · 2016 · 2017 · 2018 · 2019 · 2020 · 2021 · 2022 · 2023 · 2024 · 2025